# Lunatique (album)
Cet article concerne l'album de Jenifer. Pour l'album de Booba, voir Lunatic (album).
Pour l’article homonyme, voir Lunatique.
Albums de Jenifer
Jenifer fait son live
(2005) Appelle-moi Jen
(2010)
Singles
1. Tourner ma page
Sortie : 19 novembre 2007
2. Comme un hic
Sortie : 10 mars 2008
3. Si c'est une île
Sortie : 30 juin 2008
4. Quitte à se quitter
Sortie : 21 octobre 2008

Lunatique est le troisième album studio de la chanteuse française Jenifer. Il sort le 5 novembre 2007, soit plus de trois ans après son précédent album studio Le passage et se hisse à la 1re place des meilleures ventes physiques françaises, ainsi qu'à la 3e place des ventes numériques. Les musiques de cet album ont été cocomposées par elle-même et par son compagnon Maxim Nucci.
Cet opus marque des collaborations avec les paroliers David Verlant, qui signe la majorité des textes, mais également Julie d'Aimé et Fabrice Ballot-Léna. D'un point de vue musical, on note les participations de Matthieu Chedid à la guitare sur quelques-uns des titres, notamment Touche-moi, un funk à la basse appuyée, ou encore de Guillaume Canet sur Nos futurs. Quant au titre Le parfum, c'est un ska aux odeurs de reggae, habillé d'orgues et de vocalises relâchées, et Ca se pointe, un morceau aux réminiscences rock des années 60. Les cordes et les cuivres ont été arrangés par Simon Hale et enregistrés au studio Angel à Londres. Enfin, le mixage de l'album a été réalisé par Bob Clearmountain.
Quatre singles ont été extraits de cet album. Tout d'abord est sorti Tourner ma page, suivi par Comme un hic , le rythmé Si c'est une île et enfin la ballade Quitte à se quitter. L'album s'est vendu à 320 000 exemplaires.

## Liste des titres
| 1.  | Tourner ma page            | David Verlant       | Jenifer Bartoli, Maxim Nucci | 2:54 |
| 2.  | Touche-moi                 | David Verlant       | Maxim Nucci                  | 3:39 |
| 3.  | Comme un hic               | David Verlant       | Jenifer Bartoli, Maxim Nucci | 3:12 |
| 4.  | Nos futurs                 | David Verlant       | Maxim Nucci                  | 3:48 |
| 5.  | Le Parfum                  | David Verlant       | Blair MacKichan, Maxim Nucci | 4:00 |
| 6.  | Attention, douleur fraîche | David Verlant       | Jenifer Bartoli, Maxim Nucci | 3:30 |
| 7.  | Si c'est une île           | David Verlant       | Xavier Caux, Maxim Nucci     | 2:47 |
| 8.  | Quitte à se quitter        | David Verlant       | Maxim Nucci                  | 3:39 |
| 9.  | Ça se pointe               | David Verlant       | Maxim Nucci                  | 3:14 |
| 10. | Le bonheur me va au teint  | Julie d'Aimé        | Jenifer Bartoli, Maxim Nucci | 3:19 |
| 11. | Lunatique                  | Fabrice Ballot-Lena | Maxim Nucci                  | 4:21 |

### Édition limitée digipack + coffret fan pack
1. Tourner ma page (version maquette)
2. Ça se pointe (version maquette)
3. Lunatique' (version maquette)

+ des cartes postales, affiche de la tournée
+ un t-shirt collector (seulement dans le coffret fan pack)

### Édition numérique
L’édition numérique contient les onze titres de l’édition physique auxquels s’ajoutent ces trois titres :
1. Portrait d’une femme heureuse
2. Tourner ma page [Maquette]
3. Mal lunée

## Crédits
- Guillaume Canet - guitare additionnelle ("Nos futurs")
- Xavier Caux - programmation
- Matthieu Chedid - guitare additionnelle ("Touche-moi" et "Lunatique")
- André D. - photographie
- Maxime Garoute - batterie
- Jérôme Goldet - basse
- Simon Hale - arrangement et direction des cordes et des cuivres
- Noel Langley - trompette
- Maxim Nucci - arrangeur, basse, claviers et guitare
- Thelma Owen - harpe
- Tom Rees-Roberts - trompette
- Frank Ricotti - vibraphone
- Fabien Rocca - design
- Jackie Shave - premier violon
- Phil Todd - saxophone
- Fayyaz Virji - trombone

- Enregistré par Xavier Caux au Studio Skyman
- Cordes enregistrées par Niall Acott à Angel Studios
  - Assistant - Mat Bartram
- Cuivres enregistrés par Simon Hale et Tom Jenkins à Old BNB Studio
- Mixé par Bob Clearmountain au studio Mix This!, Pacific Palisades (Los Angeles)
  - Assistant - Brandon Duncan
- Masterisé par Gavin Lurssen à Lurssen Mastering, Los Angeles

## Classement des ventes
| Pays                 | Meilleure position | Certification | Chiffres de ventes |
| -------------------- | ------------------ | ------------- | ------------------ |
| France               | 1                  | Platine       | 300.000            |
| Belgique ( Wallonie) | 2                  | Or            | 15.000             |
| Suisse               | 25                 | -             | 5.000              |